# Чихирев, Александр Васильевич
Александр Васильевич Чихирев (4 марта 1962 — 4 марта 1987) — старший лейтенант, командир группы специального назначения, участник Афганской войны. Кавалер орденов Красного Знамени и Красной Звезды.

## Биография
Родился в пгт Ленинский (ныне рабочий поселок Ленинский).
Окончил среднюю Ленинскую школу (ныне МБОУ ЦО № 46, учебный корпус № 2).
В 1980 году, после окончания школы, поступил в Рязанское высшее воздушно-десантное училище (ныне ФГКВОУ ВО «Рязанское гвардейское высшее воздушно-десантное ордена Суворова дважды Краснознаменное командное училище имени генерала В. Ф. Маргелова» МО РФ (РГВВДКУ)). 
После окончания училища, в 1985 году прибыл в Афганистан, где служил в 14-й бригаде СПЕЦНАЗа, был начальником караула бригады. Неоднократно участвовал в боях, проявлял мужество, за боевые заслуги был награжден орденом Красной Звезды.
Похоронен в родном посёлке в 1987 году.

#### Обстоятельства гибели
4 марта 1987 года, в районе населённого пункта Шахидан провинции Лагман, при ведении засадных действий, Чихирев командовал группой, которая прикрывала роту, осуществлявшую захват и досмотр каравана с оружием. Завязался бой, в результате которого А. В. Чихирев погиб. За храбрость и мужество, проявленные в бою, Чихирев удостоен Ордена Красного Знамени посмертно.

## Память о А. В. Чихиреве
- В его честь названа улица в р. п. Ленинский
- Его имя носит Ленинская средняя школа № 2, в которой он учился.
- В Ленинской средней школе № 2 создан музей, посвященный воинам-интернационалистам из р. п. Ленинского

- На доме, в котором он жил, установлена мемориальная доска.

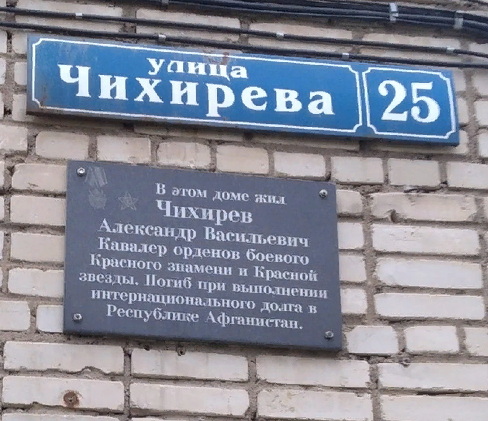
Мемориальная доска на доме, в котором жил А. В. Чихирев

- На здании Ленинской средней школы № 2 установлена мемориальная доска.
- В Киеве установлен памятник воинам-афганцам, прототипом для одной из фигур которого послужил А. В. Чихирев

Памятник воинам-афганцам в Киеве. Надпись на памятнике: «Каких друзей мне война подарила, да тех, кого потом назад взяла. Меня убить хотела и убила, но что с того, что жизнь не забрала»